# Фокин, Виктор Зотович
Ви́ктор Зо́тович Фо́кин (24 апреля 1930, д. Понарино, Орехово-Зуевский район, Московская область, СССР — 28 июля 2001, Орехово-Зуево, Московская область, Россия) — бригадир монтажников Орехово-Зуевского домостроительного комбината треста крупнопанельного домостроения Главмособлстроя при Моссблисполкоме, Герой Социалистического Труда (1971), лауреат Государственной (04.11.1976) и Ленинской премий.

## Биография
Родился 24 апреля 1930 года в деревне Понарино Орехово-Зуевского района Московской области в семье рабочих-текстильшиков. По национальности русский.
Окончив в деревне начальную школу, перевёлся в школу № 7 в городе Орехово-Зуево, где окончил семь классов. Во время Великой Отечественной войны работал в колхозе, затем 2 года трудился помощником мастера на фабрике «Луч» Куровского меланжевого комбината. Отслужил в Советской Армии.
В 1954 году переехал в Орехово-Зуево, трудился в тресте «Мособлстрой-12», затем перешёл в строительно-монтажное управление «Жилстрой», где в 1958 году возглавил бригаду каменщиков. С 1964 года — член КПСС. За успехи, достигнутые в выполнении заданий семилетки (1959—1965) по капитальному строительству награждён орденам «Знак Почёта».
После введения в строй Орехово-Зуевского домостроительного комбината (ДСК) бригада В. З. Фокина в 1969 году перешла в комбинат, занималась строительством крупнопанельных домов, административных зданий и объектов социальной инфраструктуры в Орехово-Зуево и других городах Подмосковья.
Указом Президиума Верховного Совета СССР от 7 мая 1971 года «за выдающиеся производственные успехи в выполнении заданий пятилетнего плана» удостоен звания Героя Социалистического Труда с вручением ордена Ленина и золотой медали «Серп и Молот».
За совершенствование планирования работы бригад, внедрение блочно-комплектного метода строительства в 1976 году удостоен Государственной премии СССР.
Многократно избирался депутатом Орехово-Зуевского городского Совета депутатов.
Был бригадиром до ухода на заслуженный отдых. Проживал в Орехово-Зуево, где скончался 28 июля 2001 года, похоронен на местном Новом Малодубенском кладбище (сектор № 4).
Лауреат Государственной СССР (04.11.1976) и Ленинской премий. Награждён орденами Ленина (07.05.1971), «Знак Почёта» (11.08.1966), медалями. 15 октября 2017 года в Орехово-Зуево на доме по адресу ул. Бирюкова, 10А была открыта мемориальная доска в честь Героя.